# Nombre de Dean
El nombre de Dean ({\displaystyle De}) és un nombre adimensional utilitzat en la mecànica de fluids, utilitzat en l'estudi del flux en canonades i canals corbats. El seu nom prové del científic britànic W. R. Dean, que va ser el primer a proporcionar una solució teòrica del moviment fluid a través de canonades corbes per al flux laminar mitjançant un procediment de pertorbació des d'un flux de Poiseuille en un tub recte fins a un flux en una canonada amb una curvatura molt petita.

## Context físic

Esquema d'un parell de vòrtex de Dean que es formen en canonades corbes

Si un líquid es mou al llarg d'un tub recte que en alguns punts es corba, les forces centrípetes al revolt faran que les partícules del fluid canviïn la seva direcció principal del moviment. Hi haurà un gradient de pressió advers generat a partir de la curvatura amb un augment de pressió, per tant, una disminució de la velocitat propera a la paret convexa i es produirà el contrari cap al costat exterior de la canonada. Això dona lloc a un moviment secundari superposat al flux primari, amb el fluid al centre de la canonada cap al costat exterior de la corba i el fluid prop de la paret de la canonada tornarà cap a l'interior de la corba. S'espera que aquest moviment secundari aparegui com un parell de cèl·lules contra-rotatives, que s'anomenen vòrtex de Dean.

## Definició
El nombre de Dean és indicat normalment per De (o Dn). Per a un flux en una canonada o tub es defineix com:
{\displaystyle {\mathit {De}}={\frac {\sqrt {{\frac {1}{2}}\,({\text{forces inercials}})({\text{forces centrípetes}})}}{\text{forces viscoses}}}={\frac {\sqrt {{\frac {1}{2}}\,(\rho \,D^{2}\,R_{c}\,{\frac {v^{2}}{D}})(\rho \,D^{2}\,R_{c}\,{\frac {v^{2}}{R_{c}}})}}{\mu {\frac {v}{D}}D\,R_{c}}}={\frac {\rho \,D\,v}{\mu }}{\sqrt {\frac {D}{2\,R_{c}}}}={\textit {Re}}\,{\sqrt {\frac {D}{2\,R_{c}}}}}
on
- {\displaystyle \rho } = densitat del fluid
- {\displaystyle \mu } = viscositat dinàmica
- {\displaystyle v} = escala de velocitat axial
- {\displaystyle D}= diàmetre (per a la geometria no circular s'utilitza un diàmetre equivalent; vegeu el nombre de Reynolds)
- {\displaystyle R_{c}} = radi de curvatura del camí del canal
- {\displaystyle {\textit {Re}}} = Nombre de Reynolds

El nombre de Dean és, per tant, el producte del nombre de Reynolds (basat en el flux axial) {\displaystyle v} a través d'un tub de diàmetre {\displaystyle D}) i l'arrel quadrada de la relació de curvatura.

## Transició de turbulències
El flux és completament unidireccional per a nombres de Dean baixos (De < 40~60).
A mesura que el nombre de Dean augmenta (entre 40~60 i 64~75), es poden observar algunes pertorbacions ondulades a la secció transversal, la qual cosa evidencia algun flux secundari.
Amb nombres de Dean més alts (De > 64~75), el parell de vòrtex de Dean esdevé estable, indicant una inestabilitat dinàmica primària. Una inestabilitat secundària apareix quan De > 75~200, on els vòrtex presenten ondulacions, torsions i, finalment, fusions i divisió de parells.
Apareixen formes de flux totalment turbulents a partir de De > 400.
També s'ha examinat la transició del flux laminar al turbulent en diversos estudis, tot i que no existeix una solució universal, ja que el paràmetre depèn molt de la relació de curvatura. De manera inesperada, es pot mantenir un flux laminar per a nombres de Reynolds més grans (fins i tot per un factor de dos per a les relacions de curvatura més elevades estudiades) per a canonades rectes, tot i que se sap que la curvatura causa inestabilitat.

## Les equacions de Dean
El nombre de Dean apareix a les anomenades equacions de Dean. Aquestes són una aproximació a les equacions completes de Navier-Stokes per al flux uniforme uniformement axial d'un fluid newtonià en un tub toroidal, obtingut mantenint només els efectes d'ordre principal de la curvatura (és a dir, les equacions d'ordre principal per a {\displaystyle a/r\ll 1}).
Utilitzant coordenades ortogonals {\displaystyle (x,y,z)} amb els corresponents vectors unitaris {\displaystyle ({\hat {\boldsymbol {x}}},{\hat {\boldsymbol {y}}},{\hat {\boldsymbol {z}}})} alineats amb la línia central de la canonada a cada punt. La direcció axial és {\displaystyle {\hat {\boldsymbol {z}}}}, amb {\displaystyle {\hat {\boldsymbol {x}}}} sent la normal en el pla de la línia central, i {\displaystyle {\hat {\boldsymbol {y}}}} la binormal. Per a un flux axial impulsat per un gradient de pressió {\displaystyle G}, la velocitat axial {\displaystyle u_{z}} s'escala amb {\displaystyle U=Ga^{2}/\mu }. Les velocitats de corrent transversal {\displaystyle u_{x},u_{y}} s'escalen amb {\displaystyle (a/R)^{1/2}U}, i pressions transversals amb {\displaystyle \rho aU^{2}/L}. Les longituds s'escalen amb el radi del tub {\displaystyle a}.
En termes d'aquestes variables i coordenades no dimensionals, les equacions de Dean són llavors
{\displaystyle D\left({\frac {\mathrm {D} u_{x}}{\mathrm {D} t}}+u_{z}^{2}\right)=-D{\frac {\partial p}{\partial x}}+\nabla ^{2}u_{x}}
{\displaystyle D{\frac {\mathrm {D} u_{y}}{\mathrm {D} t}}=-D{\frac {\partial p}{\partial y}}+\nabla ^{2}u_{y}}
{\displaystyle D{\frac {\mathrm {D} u_{z}}{\mathrm {D} t}}=1+\nabla ^{2}u_{z}}
{\displaystyle {\frac {\partial u_{x}}{\partial x}}+{\frac {\partial u_{y}}{\partial y}}=0}
on
{\displaystyle {\frac {\mathrm {D} }{\mathrm {D} t}}=u_{x}{\frac {\partial }{\partial x}}+u_{y}{\frac {\partial }{\partial y}}}
és la derivada convectiva.
El nombre Dean D és l'únic paràmetre que queda al sistema i encapsula els efectes d'ordre principal de curvatura. Les aproximacions d'ordre superior comporten paràmetres addicionals.
Per a efectes de curvatura feble (D petit), les equacions de Dean es poden resoldre com una expansió de sèries en D. La primera correcció al flux de Poiseuille axial d'ordre principal és un parell de vòrtex en el flux de transport de secció transversal que es formen l'interior de fora de la corba cap al centre i cap enrere al voltant de les vores. Aquesta solució és estable fins a un nombre crític de Dean {\displaystyle D_{c}\approx 956}. Per a un D més gran, hi ha múltiples solucions, moltes de les quals són inestables.